# Gran Premio del Pacífico de Motociclismo
El Gran Premio del Pacífico de Motociclismo fue una carrera de motociclismo de velocidad que se corrió durante los años 2000 y 2003 en el circuito Twin Ring Motegi. 

## Ganadores del Gran Premio del Pacífico de Motociclismo

### Ganadores múltiples (pilotos)
| # Victorias | Piloto     | Victorias | Victorias    |
| # Victorias | Piloto     | Categoría | Años ganador |
| ----------- | ---------- | --------- | ------------ |
| 2           | Toni Elías | 250 cc    | 2002, 2003   |

### Ganadores múltiples (constructores)
| # Victorias | Constructor | Victorias | Victorias        |
| # Victorias | Constructor | Categoría | Años ganador     |
| ----------- | ----------- | --------- | ---------------- |
| 5           | Aprilia     | 250 cc    | 2001, 2002, 2003 |
| 5           | Aprilia     | 125 cc    | 2000, 2003       |
| 5           | Honda       | MotoGP    | 2002, 2003       |
| 5           | Honda       | 500 cc    | 2001             |
| 5           | Honda       | 250 cc    | 2000             |
| 5           | Honda       | 125 cc    | 2002             |

### Por Año
| Año  | Circuito | 125 cc            | 125 cc      | 250 cc         | 250 cc      | MotoGP             | MotoGP      |
| Año  | Circuito | Piloto            | Constructor | Piloto         | Constructor | Piloto             | Constructor |
| ---- | -------- | ----------------- | ----------- | -------------- | ----------- | ------------------ | ----------- |
| 2003 | Motegi   | Hector Barbera    | Aprilia     | Toni Elías     | Aprilia     | Max Biaggi         | Honda       |
| 2002 | Motegi   | Dani Pedrosa      | Honda       | Toni Elías     | Aprilia     | Alex Barros        | Honda       |
| Año  | Circuito | 125 cc            | 125 cc      | 250 cc         | 250 cc      | 500 cc             | 500 cc      |
| Año  | Circuito | Piloto            | Constructor | Piloto         | Constructor | Piloto             | Constructor |
| 2001 | Motegi   | Youichi Ui        | Derbi       | Tetsuya Harada | Aprilia     | Valentino Rossi    | Honda       |
| 2000 | Motegi   | Roberto Locatelli | Aprilia     | Daijiro Kato   | Honda       | Kenny Roberts, Jr. | Suzuki      |